# Miles Tails Prower
Miles Prower (japanisch: マイルス・パウアー Hepburn: Mairusu Pauā), besser bekannt unter seinem Rufnamen Tails (englisch: ‚Schwänze‘; japanisch: テイルス Teirusu), ist ein fiktiver, zweischwänziger Fuchs aus der Sonic-Spielreihe- und Universum des Videospielherstellers Sega.
Tails debütierte 1992 in Sonic the Hedgehog 2 (8-Bit), gefolgt von seinem populäreren Auftritt in Sonic the Hedgehog 2 und gilt seither als loyaler, zuverlässiger Freund und Sidekick von Sonic.
Er taucht in den allermeisten Sonic-Spielen auf und gilt neben Sonic und Dr. Eggman als einer der meistauftretenden Charaktere der Serie.

## Entstehung und Name
Nach dem Erfolg des ersten Spiels Sonic the Hedgehog (1991) entschied man sich dafür, im Nachfolger Sonic the Hedgehog 2 (1992) einen Begleiter an die Seite von Sonic zu stellen. In einem internen Wettbewerb wurde der Entwurf von Yasushi Yamaguchi von einem zweischwänzigen Fuchs namens „Tails“ schlussendlich umgesetzt und in das Spiel implementiert.
Sega of America plante, den Charakter „Miles Prower“ zu nennen, als ein Wortspiel auf die amerikanische Geschwindigkeitsangabe Miles per hour, jedoch beharrte Sega of Japan auf den ursprünglichen Namen „Tails“. Als Kompromiss entschied man sich dazu, dass es sich bei „Miles Prower“ um seinen offiziellen Namen, bei „Tails“ jedoch um seinen Rufnamen handele, der in der Regel benutzt werde. Die korrekte, vollständige Namensgebung lautet daher seit jeher offiziell „Miles Tails Prower“.

## Aussehen, Charakter, Fähigkeiten
Tails ist ein Fuchs mit hellorangenem Fell und weißem Bauchfell, großen spitzen Ohren, grundsätzlich gekleidet nur mit Handschuhen und Turnschuhen. Sein Alleinstellungsmerkmal ist, dass er über zwei Fuchsschwänze verfügt, die er kontrolliert nutzen und somit auch als Propeller zum Fliegen, Schwimmen oder zusätzlichem Geschwindigkeitsantrieb beim Laufen verwenden kann, womit erklärt wird, weshalb er mit Sonics Schnelligkeit mithalten kann. Auch eignet sich Tails die Spin Attack und den Spin Dash von Sonic an, über die er in Tails Adventure (1995), welches laut der japanischen Anleitung des Spiels vor seiner ersten Begegnung mit Sonic spielt, aus diesem Grund dort noch nicht verfügt.
Vom Charakter ist Tails freundlich und aufgeschlossen, aber auch bescheiden und gelegentlich naiv. Er ist Sonic ein treuer Freund und steht jederzeit loyal und zuverlässig zu ihm, jedoch ist er grundsätzlich auch hilfsbereit und aufgeschlossen allen anderen Charakteren gegenüber. Als er in Sonic Adventure (1998) vorübergehend von Sonic getrennt wird, stellt Tails eine gewisse Abhängigkeit zu Sonic fest und beschließt, sich nicht mehr ausschließlich auf ihn zu verlassen. Als Tails daraufhin im Alleingang gegen Dr. Eggman siegt, erlangt Tails Mut und Selbstvertrauen. Als er in Sonic Adventure 2 (2001) im Glauben ist, Dr. Eggman hätte Sonic ums Leben gebracht, wächst Tails über sich hinaus und stellt sich Dr. Eggman aufgelöst, aber ungewohnt energiegeladen zum Kampf.
Auch verfügt Tails über technisches Geschick und ist mit dem Bauen und Verwenden von Maschinen und Vehikeln vertraut. Das wird bereits in Sonic the Hedgehog 2 (1992) thematisiert, als er Sonics Doppeldecker-Flugzeug namens Tornado fliegen kann und im Laufe des Spiels aufrüstet. In Sonic Adventure (1998) hat er den verbesserten Tornado 2 gebaut, der sich auf Knopfdruck in seine Kampfformation transformieren kann und in Sonic Adventure 2 (2001) bewegt sich Tails ausschließlich in seinem kampferprobten Cyclone fort. Auch kann Tails Roboter oder Maschinen von Dr. Eggman oftmals umprogrammieren oder sabotieren.
Optisch wurde auch Tails in Sonic Adventure (1998) von Yuji Uekawa dezent überarbeitet, dabei wird vor allem sein Fell seither sichtlich heller, gelblicher dargestellt. Im Sonic-Boom-Universum, wie dem Spiel Sonic Boom: Lyrics Aufstieg (2014), verändert sich Tails’ Aussehen und Charakter nur geringfügig, indem er eine Fliegerbrille auf der Stirn trägt und einen Werkzeuggürtel umgeschnallt hat, um seine technische Kompetenz zu betonen.

## Synchronsprecher

### Japanische Synchronisation
In den TV-Serien The Adventures of Sonic the Hedgehog (1993–1996) und Sonic SatAM (1993–1994), welche von 1994 bis 1996 in Japan ausgestrahlt wurden, stellte Rie Kugimiya die erste, japanische Synchronstimme von Tails dar. Im Sonic the Hedgehog (1996) wurde Tails von Hekiru Shiina gesprochen, in Sonic Adventure (1998) übernahm einmalig Kazuki Hayashi, während Tails in Sonic Adventure 2 (2001) vom damals 11-jährigen Jungen Atsuki Murata synchronisiert wurde.
Seit Sonic Heroes (2003) und der TV-Serie Sonic X (2003–2005) ist die 1977 geborene Synchronsprecherin Ryō Hirohashi in allen Videospielen, TV-Serien und Kinofilmen die japanische Stammsprecherin von Tails.
| Japanische Synchronsprecher von Miles Tails Prower | Japanische Synchronsprecher von Miles Tails Prower | Japanische Synchronsprecher von Miles Tails Prower | Japanische Synchronsprecher von Miles Tails Prower |
| Zeitraum                                           | Synchronsprecher                                   | Erstmals                                           | Letztmals                                          |
| -------------------------------------------------- | -------------------------------------------------- | -------------------------------------------------- | -------------------------------------------------- |
| 1994–1996                                          | Rie Kugimiya                                       | The Adventures of Sonic the Hedgehog (1993–1996)   | Sonic SatAM (1993–1994)                            |
| 1996                                               | Hekiru Shiina                                      | Sonic the Hedgehog (1996)                          | Sonic the Hedgehog (1996)                          |
| 1998                                               | Kazuki Hayashi                                     | Sonic Adventure (1998)                             | Sonic Adventure (1998)                             |
| 2000–2001                                          | Atsuki Murata                                      | Sonic Shuffle (2000)                               | Sonic Adventure 2 (2001)                           |
| seit 2003 bis heute                                | Ryō Hirohashi                                      | Sonic X (2003–2005)                                | Sonic the Hedgehog 3 (2024)                        |

### Englische Synchronisation

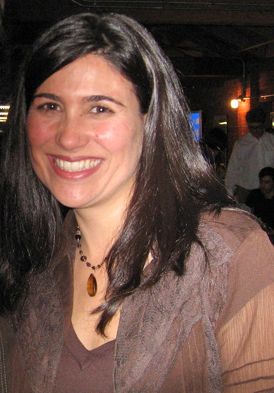
Colleen O’Shaughnessey, Tails’ englische Synchronstimme seit 2014.

Wurde Tails in der unveröffentlichten Pilotfolge der TV-Serie The Adventures of Sonic the Hedgehog (1993–1996) noch von Russi Taylor gesprochen, so übernahm für die Erstveröffentlichung der Serie im Jahre 1993 Christopher Welch, während es bei Sonic SatAM (1993–1994) Bradley Pierce war. Für die letzte Folge The Adventures of Sonic the Hedgehog namens Sonic Christmas Blast, die im Jahre 1996 folgte, sprach Chris Turner einmalig die Rolle des Tails. Die 1996 in Japan erstveröffentlichte Sonic the Hedgehog wurde 1999 ins englische übersetzt, dort wurde Tails von Lainie Frasier synchronisiert.
Tails’ erste, englische Videospielstimme war Corey Bringas in Sonic Adventure (1999 außerhalb Japans), der auch in Sonic Shuffle (2000) ein zweites Mal in diese Rolle schlüpfte. Aufgrund seines einsetzenden Stimmbruchs entschied man sich 2001 für Sonic Adventure 2, diese Rolle stattdessen bei seinem jüngeren Bruder Connor Bringas in Auftrag zu geben. In Sonic Heroes (2003) übernahm William Corkery, in der TV-Serie Sonic X (2003–2005) wurde Amy Palant als Tails’ Synchronstimme verpflichtet. Amy Palant blieb ihrer Rolle bis 2010 treu und lieh Tails unter anderen in Spielen wie Shadow the Hedgehog (2005), Sonic Rush (2005), Sonic the Hedgehog (2006), Sonic und die Geheimen Ringe (2007), Mario & Sonic bei den Olympischen Spielen (2007) oder Sonic Unleashed (2008) ihre Stimme. Ab Sonic Free Riders (2010) und Sonic Colours (2010) bis 2013 wurde Tails von Kate Higgins gesprochen, darunter in Sonic Generations (2011) und Sonic Lost World (2013). Als ihre bereits eingesprochenen Tonaufnahmen im Remaster Sonic Colours: Ultimate (2021) erneut verwendet wurden, kehrte sie 2021 auch einmalig für die zweiteilige Animationsserie Sonic Colors: Rise of the Wisps als Tails-Sprecherin zurück.
Für die Sonic Boom-TV-Serie (2014–2017) und die dazugehörigen Videospiele ist seit 2014 bis zur Gegenwart Colleen O’Shaughnessey (anfangs noch unter dem Namen Colleen Villard) die englische Stammsprecherin von Tails, darunter in Spielen wie Sonic Forces (2017) und Sonic Frontiers (2022) oder den Kinofilmen Sonic the Hedgehog (2020) und Sonic the Hedgehog 2 (2022). Im Kurzfilm Sonic Drone Home (2022) wurde Tails von Alicyn Packard, in der Netflix-Serie Sonic Prime (2022–2024) von Ashleigh Ball gesprochen, in der TV-Serie Knuckles (2024) und dem Kinofilm Sonic the Hedgehog 3 (2024) übernahm wieder Colleen O’Shaughnessey.
| Englische Synchronsprecher von Miles Tails Prower | Englische Synchronsprecher von Miles Tails Prower | Englische Synchronsprecher von Miles Tails Prower | Englische Synchronsprecher von Miles Tails Prower |
| Zeitraum                                          | Synchronsprecher                                  | Erstmals                                          | Letztmals                                         |
| ------------------------------------------------- | ------------------------------------------------- | ------------------------------------------------- | ------------------------------------------------- |
| 1993                                              | Russi Taylor                                      | The Adventures of Sonic the Hedgehog (Pilotfolge) | The Adventures of Sonic the Hedgehog (Pilotfolge) |
| 1993                                              | Christopher Welch                                 | The Adventures of Sonic the Hedgehog (Folge 1)    | The Adventures of Sonic the Hedgehog (Folge 65)   |
| 1993–1994                                         | Bradley Pierce                                    | Sonic SatAM (1993–1994)                           | Sonic SatAM (1993–1994)                           |
| 1996                                              | Chris Turner                                      | The Adventures of Sonic the Hedgehog (Folge 66)   | The Adventures of Sonic the Hedgehog (Folge 66)   |
| 1999                                              | Lainie Frasier                                    | Sonic the Hedgehog (1996)                         | Sonic the Hedgehog (1996)                         |
| 1999–2000                                         | Corey Bringas                                     | Sonic Adventure (1998)                            | Sonic Shuffle (2000)                              |
| 2001                                              | Connor Bringas                                    | Sonic Adventure 2 (2001)                          | Sonic Adventure 2 (2001)                          |
| 2003–2004                                         | William Corkery                                   | Sonic Battle (2003)                               | Sonic Advance 3 (2004)                            |
| 2003–2010                                         | Amy Palant                                        | Sonic X (2003–2005)                               | Sonic & Sega All-Stars Racing (2010)              |
| 2010–2013, 2021                                   | Kate Higgins                                      | Sonic Free Riders (2010)                          | Sonic Colors: Rise of the Wisps (2021)            |
| 2022                                              | Alicyn Packard                                    | Sonic Drone Home (2022)                           | Sonic Drone Home (2022)                           |
| 2022–2024                                         | Ashleigh Ball                                     | Sonic Prime (2022–2024)                           | Sonic Prime (2022–2024)                           |
| seit 2014 bis heute                               | Colleen O’Shaughnessey                            | Sonic Boom (2014)                                 | Sonic the Hedgehog 3 (2024)                       |

### Deutsche Synchronisation

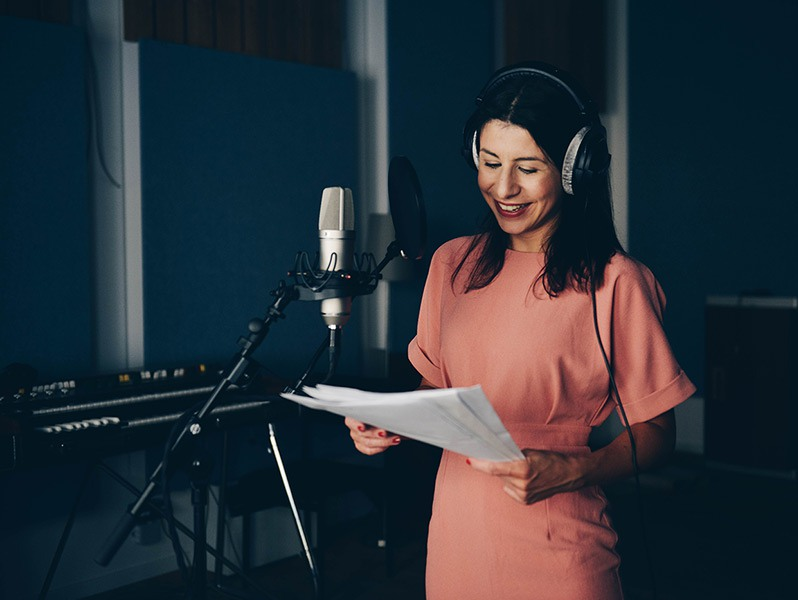
Paulina Weiner, Tails’ deutsche Synchronstimme seit 2019.

In der 1995 auf Deutsch synchronisierten, ersten Sonic-TV-Serie Sonic der irre Igel (1993–1996) sowie Anfang 1996 in Deutschland ausgestrahlten zweiten TV-Serie Sonic SatAM (1993–1994) stellte der 14-jährige Wanja Gerick vor Einbruch seines Stimmbruchs die erste, deutsche Stimme von Tails dar. Fünf Jahre später sprach er in Sonic Underground (1999, deutsche Synchronisation 2001) nach Einsetzen seines Stimmbruchs den Charakter Manic, bevor er später in Rollen wie Krillin in Dragon Ball Z oder Anakin Skywalker in Star Wars an Popularität gewann.
In der TV-Serie Sonic X (2003–2005, deutsche Synchronisation 2004–2006) wurde Tails erstmals von Anke Kortemeier gesprochen. Als ab 2011 erstmals Sonic-Videospiele auch deutsche Sprachausgabe erhielten, wurde Anke Kortemeier auch weiterhin als Tails-Stimme eingesetzt, darunter in Sonic Generations (2011), Sonic Lost World (2013), den Sonic Boom-Spielen sowie -Serie (2014–2017) und Sonic Forces (2017). Als es zu einem Gastauftritt von Sonic und Tails in der TV-Serie OK K.O.! Neue Helden braucht die Welt kam, wurde Tails von Daniela Molina synchronisiert.
Ab 2019 wurde Paulina Weiner die neue Stammsprecherin von Tails, die folglich in Team Sonic Racing (2019), Mario & Sonic bei den Olympischen Spielen Tokyo 2020 (2019) und Sonic Colours: Ultimate (2021) zum Einsatz kam. Im Kinofilm Sonic the Hedgehog (2020) wurde Tails’ Kurzauftritt in der Mid-Credit-Szene von Sebastian Fitzner gesprochen, im Nachfolger Sonic the Hedgehog 2 (2022), als Tails eine Hauptrollen in der Story einnahm, übernahm wieder Paulina Weiner. Diese sprach Tails dann auch im Kurzfilm Sonic und die Drohne (2022), im Videospiel Sonic Frontiers (2022), in der Netflix-Serie Sonic Prime (2022–2024), in der TV-Serie Knuckles (2024), im Videospiel Sonic X Shadow Generations (2024) und im Kinofilm Sonic the Hedgehog 3 (2024).
| Deutsche Synchronsprecher von Miles Tails Prower | Deutsche Synchronsprecher von Miles Tails Prower | Deutsche Synchronsprecher von Miles Tails Prower | Deutsche Synchronsprecher von Miles Tails Prower |
| Zeitraum                                         | Synchronsprecher                                 | Erstmals                                         | Letztmals                                        |
| ------------------------------------------------ | ------------------------------------------------ | ------------------------------------------------ | ------------------------------------------------ |
| 1995–1996                                        | Wanja Gerick                                     | Sonic der irre Igel (1993–1996)                  | Sonic SatAM (1993–1994)                          |
| 2004–2017                                        | Anke Kortemeier                                  | Sonic X (2003–2005)                              | Sonic Forces (2017)                              |
| 2019                                             | Daniela Molina                                   | OK K.O.! Neue Helden braucht die Welt (Folge 95) | OK K.O.! Neue Helden braucht die Welt (Folge 95) |
| 2020                                             | Sebastian Fitzner                                | Sonic the Hedgehog (2020)                        | Sonic the Hedgehog (2020)                        |
| seit 2019 bis heute                              | Paulina Weiner                                   | Team Sonic Racing (2019)                         | Sonic the Hedgehog 3 (2024)                      |

## Videospielauftritte
Obwohl ursprünglich für Sonic the Hedgehog 2 (1992) auf dem Sega Mega Drive entworfen, debütierte Tails am 16. Oktober 1992 in der zuvor veröffentlichten, europa-exklusiven Version von Sonic the Hedgehog 2 (8-Bit) (1992) für das Sega Master System. In Nordamerika trat Tails erstmals am 17. November 1992 auf, als die 8-Bit-Version für das Sega Game Gear herausgebracht wurde. In Japan erschienen die 8-Bit-Variante für das Sega Game Gear und die 16-Bit-Variante für das Sega Mega Drive zeitgleich am 21. November 1992, letztere wurde am 24. November 1992 auch im Westen veröffentlicht. In Sonic the Hedgehog 2 (8-Bit) (1992) ist Tails noch nicht spielbar, sondern wird von Sonic aus der Gefangenschaft von Dr. Eggman befreit. In Sonic the Hedgehog 2 (1992) für das Sega Mega Drive folgt Tails als Standardeinstellung seinem Freund Sonic auf Schritt und Tritt und kann dabei mit einem zweiten angeschlossenen Controller von einem zweiten Spieler gesteuert werden. Alternativ kann man auch in den Optionen auswählen, dass Sonic alleine sein Abenteuer bestreitet oder dass man nur mit Tails spielt. Im Mehrspielermodus treten die Spieler als Sonic und Tails via Splitscreen gegeneinander an. Fortan war Tails in den allermeisten Sonic-Spielen mindestens zu sehen, oft aber auch spielbar.
Während der Spieler als Tails in Sonic the Hedgehog 2 (1992) noch nicht selbst fliegen konnte, ist dies in Sonic the Hedgehog 3 (1994) auf Knopfdruck für begrenzte Zeit möglich. In Sonic & Knuckles (1994) ist Tails zunächst kein spielbarer Charakter, erst durch das Lock-On-Cartridge kann man in Sonic 3 & Knuckles diese Level mit Tails erleben und auch nur in diesem Spiel ist es Tails nach dem Komplettieren aller Chaos Emeralds und aller Super Emeralds möglich, sich in den unverwundbaren Super Tails zu verwandeln, der von unverwundbaren Flickies umringt wird. Auch in Sonic the Hedgehog Chaos (1993, auch bekannt als Sonic & Tails) und Sonic the Hedgehog Triple Trouble (1994, auch bekannt als Sonic & Tails 2) ist Tails neben Sonic ein spielbarer Charakter.
Kurz darauf erschienen drei Spiele mit Tails in der Hauptrolle: Tails und der Musikant (1994) wurde für das Sega Pico veröffentlicht, während Tails’ Skypatrol (1995) für den Sega Game Gear japan-exklusiv blieb, aber Tails Adventure (1995), ebenso für den Sega Game Gear, auch in Nordamerika und Europa herauskam. Auch in Spin-Offs wie der Sonic Drift-Serie (1994–1995), Sonic the Fighters (1996) oder Sonic R (1997) war Tails eine der auswählbaren Spielfiguren.
In Sonic Adventure (1998) ist Tails einer der sechs Hauptcharaktere, aus dessen Sicht die Geschichte erzählt wird. In Sonic Adventure 2 (2001) und Sonic Heroes (2003) gehört Tails zu Team Sonic und erlebt die Storystränge als Spielfigur an der Seite von Sonic und Knuckles. In Sonic Advance (2001), Sonic Advance 2 (2002) und Sonic Advance 3 (2004) gehört Tails fest zur Auswahl der spielbaren Charaktere, jedoch nicht in Shadow the Hedgehog (2005), Sonic Rush (2005) und Sonic Rush Adventure (2007), da er dort nur als NPC agiert. In Sonic the Hedgehog (2006) ist Tails in einzelnen Levelabschnitten in der Sonic-Story spielbar.
Fortan bleibt Tails in Spielen, in denen man aus mehreren Charakteren des Sonic-Universums wählen kann, fester Bestandteil, darunter die Sonic Riders-Serie (2006–2010), Mario & Sonic bei den Olympischen Spielen und alle Nachfolger (2007–2019) sowie Sonic & Sega All-Stars Racing und alle Nachfolger (2010–2019). In 3D-Hauptspielen wie Sonic Unleashed (2008), Sonic Colours (2010), Sonic Generations (2011), Sonic Lost World (2013) oder Sonic Forces (2017) bleibt Tails ein nicht spielbarer Nebencharakter, in Sonic Boom: Lyrics Aufstieg (2014), Sonic Boom: Der zerbrochene Kristall (2014) und Sonic Boom: Feuer & Eis (2016) zählt er zu den spielbaren Charakteren mit individuellen Fähigkeiten. Auf 2D-Ebene fehlt Tails in Sonic the Hedgehog 4: Episode I (2010) komplett, während er Sonic in Sonic the Hedgehog 4: Episode II (2012) erneut begleitet und auch in Sonic Mania (2017), Sonic Mania Plus (2018) und Sonic Origins (2022) wieder einzeln oder im Duo spielbar ist. In Sonic Frontiers (2022) wird Tails auf der Insel Chaos Island von Sonic gerettet und begleitet ihn dort, zudem wurde Tails später im DLC Sonic Frontiers: The Final Horizon (2023) mit auf ihn zugeschnittenen Level und Abschnitten auch spielbar  gemacht. Auch in Sonic Superstars (2023) und Sonic Dream Team (2023) gehört Tails zu den spielbaren Hauptcharakteren.
| Videospielauftritte von Miles Tails Prower | Videospielauftritte von Miles Tails Prower                   | Videospielauftritte von Miles Tails Prower                    | Videospielauftritte von Miles Tails Prower |
| Jahr                                       | Videospiel                                                   | Ursprüngliches System                                         | Rolle                                      |
| ------------------------------------------ | ------------------------------------------------------------ | ------------------------------------------------------------- | ------------------------------------------ |
| 1992                                       | Sonic the Hedgehog 2 (8-Bit)                                 | Sega Master System, Sega Game Gear                            | Nebencharakter                             |
| 1992                                       | Sonic the Hedgehog 2                                         | Sega Mega Drive                                               | Spielbarer Charakter                       |
| 1993                                       | Sonic the Hedgehog CD                                        | Sega Mega-CD                                                  | Cameo-Gastauftritt                         |
| 1993                                       | Sonic the Hedgehog Chaos                                     | Sega Master System, Sega Game Gear                            | Spielbarer Charakter                       |
| 1993                                       | Sonic the Hedgehog Spinball                                  | Sega Mega Drive, Sega Master System, Sega Game Gear           | Kurzauftritt                               |
| 1994                                       | Sonic the Hedgehog 3                                         | Sega Mega Drive                                               | Spielbarer Charakter                       |
| 1994                                       | Sonic 3 & Knuckles                                           | Sega Mega Drive                                               | Spielbarer Charakter                       |
| 1994                                       | Sonic Drift                                                  | Sega Game Gear                                                | Spielbarer Charakter                       |
| 1994                                       | Sonic the Hedgehog’s Gameworld                               | Sega Pico                                                     | Nebencharakter                             |
| 1994                                       | Tails und der Musikant                                       | Sega Pico                                                     | Hauptcharakter                             |
| 1994                                       | Wacky Worlds Creativity Studio                               | Sega Mega Drive                                               | Nebencharakter                             |
| 1994                                       | Sonic the Hedgehog Triple Trouble                            | Sega Game Gear                                                | Spielbarer Charakter                       |
| 1994                                       | Formula One World Championship 1993                          | Sega Mega-CD                                                  | Cameo-Gastauftritt                         |
| 1994                                       | Super Power League 2                                         | Super Nintendo Entertainment System                           | Cameo-Gastauftritt                         |
| 1994                                       | Gale Racer                                                   | Sega Saturn                                                   | Cameo-Gastauftritt                         |
| 1995                                       | Sonic Drift Racing                                           | Sega Game Gear                                                | Spielbarer Charakter                       |
| 1995                                       | Knuckles’ Chaotix                                            | Sega 32X                                                      | Kurzauftritt                               |
| 1995                                       | Tails’ Skypatrol                                             | Sega Game Gear                                                | Hauptcharakter                             |
| 1995                                       | Tails Adventure                                              | Sega Game Gear                                                | Hauptcharakter                             |
| 1995                                       | Sonic Compilation                                            | Sega Mega Drive                                               | Spielbarer Charakter                       |
| 1995                                       | Cool Riders                                                  | Arcade                                                        | Cameo-Gastauftritt                         |
| 1996                                       | Sonic the Fighters                                           | Arcade                                                        | Spielbarer Charakter                       |
| 1996                                       | Sonic 3D: Flickies’ Island                                   | Sega Mega Drive, Sega Saturn, PC                              | Nebencharakter                             |
| 1996                                       | Omakase! Savers                                              | Sega Saturn                                                   | Cameo-Gastauftritt                         |
| 1996                                       | Sonic’s Schoolhouse                                          | PC                                                            | Cameo-Gastauftritt                         |
| 1996                                       | Sega Super GT / Scud Race                                    | Arcade                                                        | Cameo-Gastauftritt                         |
| 1997                                       | Sonic & Knuckles Collection                                  | PC                                                            | Spielbarer Charakter                       |
| 1997                                       | Sonic Jam                                                    | Sega Saturn                                                   | Nebencharakter                             |
| 1997                                       | Sonic R                                                      | Sega Saturn                                                   | Spielbarer Charakter                       |
| 1998                                       | Sonic Adventure                                              | Sega Dreamcast                                                | Spielbarer Charakter                       |
| 1999                                       | Sonic the Hedgehog Pocket Adventure                          | Neo Geo Pocket Color                                          | Nebencharakter                             |
| 1999                                       | Shenmue                                                      | Sega Dreamcast                                                | Cameo-Gastauftritt                         |
| 2000                                       | Sonic Shuffle                                                | Sega Dreamcast                                                | Spielbarer Charakter                       |
| 2001                                       | Sonic Adventure 2                                            | Sega Dreamcast                                                | Spielbarer Charakter                       |
| 2001                                       | Sonic Adventure 2 Battle                                     | Nintendo GameCube                                             | Spielbarer Charakter                       |
| 2001                                       | Sonic Advance                                                | Game Boy Advance                                              | Spielbarer Charakter                       |
| 2001                                       | Virtua Striker 3                                             | Nintendo GameCube, Arcade                                     | Cameo-Gastauftritt                         |
| 2002                                       | Sonic Mega Collection                                        | Nintendo GameCube                                             | Spielbarer Charakter                       |
| 2002                                       | Sonic Advance 2                                              | Game Boy Advance                                              | Spielbarer Charakter                       |
| 2003                                       | Sonic Pinball Party                                          | Game Boy Advance                                              | Nebencharakter                             |
| 2003                                       | Sonic Adventure DX: Director's Cut                           | Nintendo GameCube, PC                                         | Spielbarer Charakter                       |
| 2003                                       | Sonic N                                                      | Nokia N-Gage                                                  | Spielbarer Charakter                       |
| 2003                                       | Sonic Battle                                                 | Game Boy Advance                                              | Spielbarer Charakter                       |
| 2003                                       | Sonic Heroes                                                 | Nintendo GameCube, PlayStation 2, Xbox                        | Spielbarer Charakter                       |
| 2004                                       | Sonic X: A Super Sonic Hero                                  | Game Boy Advance                                              | Kurzauftritt                               |
| 2004                                       | Sonic Advance 3                                              | Game Boy Advance                                              | Spielbarer Charakter                       |
| 2004                                       | Sonic Mega Collection Plus                                   | PlayStation 2, Xbox, PC                                       | Spielbarer Charakter                       |
| 2005                                       | Sonic Jump                                                   | Mobile                                                        | Nebencharakter                             |
| 2005                                       | Sonic X                                                      | Leapfrog Leapster                                             | Kurzauftritt                               |
| 2005                                       | Sonic Gems Collection                                        | Nintendo GameCube, PlayStation 2                              | Spielbarer Charakter                       |
| 2005                                       | Sonic Rush                                                   | Nintendo DS                                                   | Nebencharakter                             |
| 2005                                       | Shadow the Hedgehog                                          | Nintendo GameCube, PlayStation 2, Xbox                        | Nebencharakter                             |
| 2006                                       | Sonic Riders                                                 | Nintendo GameCube, PlayStation 2, Xbox, PC                    | Spielbarer Charakter                       |
| 2006                                       | Sonic the Hedgehog                                           | PlayStation 3, Xbox 360                                       | Spielbarer Charakter                       |
| 2006                                       | Sega Mega Drive Collection                                   | PlayStation 2, PlayStation Portable                           | Spielbarer Charakter                       |
| 2006                                       | Sonic Rivals                                                 | PlayStation Portable                                          | Nebencharakter                             |
| 2006                                       | Phantasy Star Universe                                       | PlayStation 2, Xbox 360, PC                                   | Cameo-Gastauftritt                         |
| 2006                                       | Puyo Puyo! 15th Anniversary                                  | Wii, Nintendo DS, PlayStation 2, PSP                          | Cameo-Gastauftritt                         |
| 2007                                       | Sonic und die Geheimen Ringe                                 | Wii                                                           | Nebencharakter                             |
| 2007                                       | Sonic Rush Adventure                                         | Nintendo DS                                                   | Nebencharakter                             |
| 2007                                       | Mario & Sonic bei den Olympischen Spielen                    | Wii, Nintendo DS                                              | Spielbarer Charakter                       |
| 2007                                       | Sonic Rivals 2                                               | PlayStation Portable                                          | Spielbarer Charakter                       |
| 2008                                       | Super Smash Bros. Brawl                                      | Wii                                                           | Cameo-Gastauftritt                         |
| 2008                                       | Sonic Riders: Zero Gravity                                   | Wii, PlayStation 2                                            | Spielbarer Charakter                       |
| 2008                                       | Sega Superstars Tennis                                       | Wii, Nintendo DS, PlayStation 3, PlayStation 2, Xbox 360      | Spielbarer Charakter                       |
| 2008                                       | Sonic bei den Olympischen Spielen                            | Mobile                                                        | Spielbarer Charakter                       |
| 2008                                       | Sonic Chronicles: Die Dunkle Bruderschaft                    | Nintendo DS                                                   | Spielbarer Charakter                       |
| 2008                                       | Sonic Unleashed                                              | Wii, PlayStation 3, PlayStation 2, Xbox 360                   | Nebencharakter                             |
| 2009                                       | Sega Mega Drive Ultimate Collection                          | PlayStation 3, Xbox 360                                       | Spielbarer Charakter                       |
| 2009                                       | Sonic und der Schwarze Ritter                                | Wii                                                           | Nebencharakter                             |
| 2009                                       | Mario & Sonic bei den Olympischen Winterspielen              | Wii, Nintendo DS                                              | Spielbarer Charakter                       |
| 2009                                       | Sonic PC Collection                                          | PC                                                            | Spielbarer Charakter                       |
| 2009                                       | Phantasy Star Portable 2                                     | PlayStation Portable                                          | Cameo-Gastauftritt                         |
| 2010                                       | Sonic bei den Olympischen Winterspielen                      | Mobile                                                        | Spielbarer Charakter                       |
| 2010                                       | Sonic & Sega All-Stars Racing                                | Wii, Nintendo DS, PlayStation 3, PlayStation 2, Xbox 360, PC  | Spielbarer Charakter                       |
| 2010                                       | Sonic Classic Collection                                     | Nintendo DS                                                   | Spielbarer Charakter                       |
| 2010                                       | Sonic Free Riders                                            | Xbox 360                                                      | Spielbarer Charakter                       |
| 2010                                       | Sonic Colours                                                | Wii, Nintendo DS                                              | Nebencharakter                             |
| 2011                                       | Dreamcast Collection                                         | Xbox 360, PC                                                  | Spielbarer Charakter                       |
| 2011                                       | Puyo Puyo! 20th Anniversary                                  | Wii, Nintendo 3DS, Nintendo DS, PSP                           | Cameo-Gastauftritt                         |
| 2011                                       | Sonic Generations                                            | PlayStation 3, Xbox 360, PC, Nintendo 3DS                     | Nebencharakter                             |
| 2011                                       | Mario & Sonic bei den Olympischen Spielen London 2012        | Wii                                                           | Spielbarer Charakter                       |
| 2012                                       | Sonic the Hedgehog 4: Episode II                             | PlayStation 3, Xbox 360, PC, Ouya, Mobile                     | Spielbarer Charakter                       |
| 2012                                       | Sonic Jump                                                   | Mobile                                                        | Spielbarer Charakter                       |
| 2012                                       | Sonic & All-Stars Racing Transformed                         | PS3, PlayStation Vita, Xbox 360, Wii U, 3DS, PC, Mobile       | Spielbarer Charakter                       |
| 2013                                       | Sonic Dash                                                   | Mobile                                                        | Spielbarer Charakter                       |
| 2013                                       | Puyopuyo!! Quest                                             | Mobile                                                        | Cameo-Gastauftritt                         |
| 2013                                       | Sonic Athletics                                              | Arcade                                                        | Spielbarer Charakter                       |
| 2013                                       | Sonic Ghost Shooting                                         | Arcade                                                        | Kurzauftritt                               |
| 2013                                       | Sonic Lost World                                             | Wii U, Nintendo 3DS                                           | Nebencharakter                             |
| 2013                                       | Mario & Sonic bei den Olympischen Winterspielen Sotschi 2014 | Wii U                                                         | Spielbarer Charakter                       |
| 2014                                       | Puyo Puyo Tetris                                             | PS4, PS3, PSVita, Nintendo Switch, Wii U, 3DS, Xbox 360, PC   | Cameo-Gastauftritt                         |
| 2014                                       | Sonic Jump Fever                                             | Mobile                                                        | Spielbarer Charakter                       |
| 2014                                       | Super Smash Bros. for Nintendo 3DS                           | Nintendo 3DS                                                  | Cameo-Gastauftritt                         |
| 2014                                       | Sonic Boom: Lyrics Aufstieg                                  | Wii U                                                         | Spielbarer Charakter                       |
| 2014                                       | Sonic Boom: Der zerbrochene Kristall                         | Nintendo 3DS                                                  | Spielbarer Charakter                       |
| 2014                                       | Super Smash Bros. for Wii U                                  | Wii U                                                         | Cameo-Gastauftritt                         |
| 2015                                       | Sonic Runners                                                | Mobile                                                        | Spielbarer Charakter                       |
| 2015                                       | Lego Dimensions                                              | PlayStation 4, PlayStation 3, Xbox One, Xbox 360, Wii U       | Spielbarer Charakter                       |
| 2015                                       | Sonic Dash 2: Sonic Boom                                     | Mobile                                                        | Spielbarer Charakter                       |
| 2015                                       | 3D Sonic the Hedgehog 2                                      | Nintendo 3DS                                                  | Spielbarer Charakter                       |
| 2016                                       | Mario & Sonic bei den Olympischen Spielen Rio 2016           | Wii U, Nintendo 3DS, Arcade                                   | Spielbarer Charakter                       |
| 2016                                       | Monster Super League                                         | Mobile                                                        | Cameo-Gastauftritt                         |
| 2016                                       | Sonic Boom: Feuer & Eis                                      | Nintendo 3DS                                                  | Spielbarer Charakter                       |
| 2016                                       | Sega 3D Reprint Archives 3: Final Stage                      | Nintendo 3DS                                                  | Spielbarer Charakter                       |
| 2017                                       | Sonic Mania                                                  | PlayStation 4, Xbox One, Nintendo Switch, PC                  | Spielbarer Charakter                       |
| 2017                                       | Sonic Forces                                                 | PlayStation 4, Xbox One, Nintendo Switch, PC                  | Nebencharakter                             |
| 2017                                       | Sonic Runners Adventure                                      | Mobile                                                        | Spielbarer Charakter                       |
| 2017                                       | Sonic Forces: Speed Battle                                   | Mobile                                                        | Spielbarer Charakter                       |
| 2018                                       | Sega Mega Drive Classics                                     | PlayStation 4, Xbox One, Nintendo Switch, PC                  | Spielbarer Charakter                       |
| 2018                                       | Sonic Mania Plus                                             | PlayStation 4, Xbox One, Nintendo Switch, PC                  | Spielbarer Charakter                       |
| 2018                                       | Sega Heroes                                                  | Mobile                                                        | Cameo-Gastauftritt                         |
| 2018                                       | Super Smash Bros. Ultimate                                   | Nintendo Switch                                               | Cameo-Gastauftritt                         |
| 2019                                       | Team Sonic Racing                                            | PlayStation 4, Xbox One, Nintendo Switch, PC                  | Spielbarer Charakter                       |
| 2019                                       | Sonic Racing                                                 | Mobile                                                        | Spielbarer Charakter                       |
| 2019                                       | Mario & Sonic bei den Olympischen Spielen Tokyo 2020         | Nintendo Switch, Arcade                                       | Spielbarer Charakter                       |
| 2020                                       | Sonic bei den Olympischen Spielen Tokyo 2020                 | Mobile                                                        | Spielbarer Charakter                       |
| 2021                                       | Minecraft                                                    | Bedrock-Version Modifikation                                  | Spielbarer Charakter                       |
| 2021                                       | Sonic Colours: Ultimate                                      | PlayStation 4, Xbox Series, Xbox One, Switch, PC, Amazon Luna | Nebencharakter                             |
| 2021                                       | Lost Judgement                                               | PS5, PS4, Xbox Series, Xbox One, PC, Amazon Luna              | Cameo-Gastauftritt                         |
| 2021                                       | Super Monkey Ball Banana Mania                               | PS5, PS4, Xbox Series, Xbox One, Switch, PC                   | Spielbarer Charakter                       |
| 2022                                       | Sonic Speed Simulator                                        | PS5, PS4, Xbox Series, Xbox One, PC, Mobile                   | Spielbarer Charakter                       |
| 2022                                       | Sonic Origins                                                | PS5, PS4, Xbox Series, Xbox One, Switch, PC                   | Spielbarer Charakter                       |
| 2022                                       | Fall Guys                                                    | PS5, PS4, Xbox Series, Xbox One, Switch, PC                   | Cameo-Gastauftritt                         |
| 2022                                       | Sonic Frontiers                                              | PS5, PS4, Xbox Series, Xbox One, Switch, PC, Amazon Luna      | Spielbarer Charakter (DLC)                 |
| 2023                                       | The Murder of Sonic the Hedgehog                             | PC                                                            | Hauptcharakter                             |
| 2023                                       | Sonic Origins Plus                                           | Nintendo Switch, PS5, PS4, Xbox Series, Xbox One, PC          | Spielbarer Charakter                       |
| 2023                                       | Sonic Superstars                                             | Nintendo Switch, PS5, PS4, Xbox Series, Xbox One, PC          | Spielbarer Charakter                       |
| 2023                                       | Like a Dragon Gaiden: The Man Who Erased His Name            | PS5, PS4, Xbox Series, Xbox One, PC                           | Cameo-Gastauftritt                         |
| 2023                                       | Sonic Dream Team                                             | Apple Arcade                                                  | Spielbarer Charakter                       |
| 2024                                       | Fortress Saga: AFK RPG                                       | Mobile                                                        | Spielbarer Charakter                       |
| 2024                                       | Sonic X Shadow Generations                                   | Nintendo Switch, PS5, PS4, Xbox Series, Xbox One, PC          | Nebencharakter                             |
| 2025                                       | Sonic Rumble                                                 | PC, Mobile                                                    | Spielbarer Charakter                       |

## Film und Fernsehen
Bereits in der ersten Sonic-Fernsehserie Sonic der irre Igel (1993–1996) war Tails ein in allen 66 Episoden präsenter Charakter, der dort in der Regel immer an Sonics Seite verweilte und zumeist eher unselbständig und kindisch dargestellt wurde. In der parallelen TV-Serie Sonic SatAM (1993–1994) mit einer ernsteren, zusammenhängenden Handlung taucht Tails nur sporadisch in gelegentlichen Folgen auf. Im Film Sonic the Hedgehog (1996) kämpft Tails ebenfalls an der Seite von Sonic. In der Serie Sonic Underground (1999) wurde Tails hingegen nicht integriert und fehlt komplett.
In Sonic X (2003–2005), welches mehr auf die Videospiele basiert, zeigt Tails seinen gewohnten Charakter und ist dort intelligent, begabt sowie selbstsicherer. Nur kurz ist er in Ralph reichts (2012) als Cameo-Auftritt zu sehen, in Sonic Boom (2014–2017) knüpft er an seinen Charakter an und baut dort noch häufiger Maschinen oder diverse Erfindungen. Die Serie OK K.O.! Neue Helden braucht die Welt behandelt in Episode 95 ausführlich den Gastauftritt von Sonic und Tails.
Am Ende des Kinofilms Sonic the Hedgehog (2020) erscheint Tails in der Post-Credit-Szene, sodass sein großer Auftritt in Sonic the Hedgehog 2 (2022) folgte. In der Netflix-Serie Sonic Prime (2022–2024) spielen mehrere Varianten des Charakters Tails wichtige Rollen, an voran eine Tails-Version namens Nine, welche sich zum Antagonist der Serie entwickelt. In der Spin-Off-Serie Knuckles (2024) spielt Tails hingegen nur eine kleinere Kurzrolle, ist im Kinofilm Sonic the Hedgehog 3 (2024) aber wieder präsent.
| Film- und Serienauftritte von Miles Tails Prower | Film- und Serienauftritte von Miles Tails Prower | Film- und Serienauftritte von Miles Tails Prower | Film- und Serienauftritte von Miles Tails Prower |
| Jahr                                             | Film / Serie                                     | Rolle                                            |                                                  |
| ------------------------------------------------ | ------------------------------------------------ | ------------------------------------------------ | ------------------------------------------------ |
| 1993–1996                                        | Sonic der irre Igel                              | Hauptrolle                                       |                                                  |
| 1993–1994                                        | Sonic the Hedgehog                               | Nebenrolle                                       |                                                  |
| 1996                                             | Sonic the Hedgehog                               | Hauptrolle                                       |                                                  |
| 2003–2005                                        | Sonic X                                          | Hauptrolle                                       |                                                  |
| 2012                                             | Ralph reichts                                    | Cameo-Gastauftritt                               |                                                  |
| 2014–2017                                        | Sonic Boom                                       | Hauptrolle                                       |                                                  |
| 2019                                             | OK K.O.! Neue Helden braucht die Welt            | Gastauftritt (Episode 95)                        |                                                  |
| 2020                                             | Sonic the Hedgehog                               | Nebenrolle                                       |                                                  |
| 2022                                             | Sonic the Hedgehog 2                             | Hauptrolle                                       |                                                  |
| 2022–2024                                        | Sonic Prime                                      | Hauptrolle                                       |                                                  |
| 2024                                             | Knuckles                                         | Nebenrolle                                       |                                                  |
| 2024                                             | Sonic the Hedgehog 3                             | Hauptrolle                                       |                                                  |